# Sehlen
Sehlen er en by og kommune i det nordøstlige Tyskland, beliggende under Landkreis Vorpommern-Rügen på øen Rügen. Landkreis Vorpommern-Rügen ligger i delstaten Mecklenburg-Vorpommern. Sehlen er beliggende ca. 5 km syd for Bergen auf Rügen.

## Landsbyer og bebyggelser
- Alt Sassitz
- Sehlen
- Groß Kubbelkow
- Klein Kubbelkow
- Mölln-Medow
- Tegelhof
- Teschenhagen